# The Woman Next Door (film 1915)
The Woman Next Door è un film muto del 1915 diretto da Walter Edwin. Il film in parte venne girato a Manhattan all'Eltinge Theatre (42nd Street). Prodotto da George Kleine Productions e distribuito da Kleine-Edison Feature Services, uscì in sala il primo settembre 1915.
Il commediografo Owen Davis scrisse il testo teatrale per l'attrice Irene Fenwick che ne interpretò anche questa versione cinematografica.

## Trama
Jenny Gay, attrice di Broadway, non riesce ad amare il marito, che si rivela oltretutto un uomo crudele. Dopo esser stata coinvolta in uno scandalo per adulterio, Jenny si trasferisce in una cittadina del Connecticut. Qui, fa amicizia con i vicini di casa, un giudice e la sua famiglia. Il figlio, di questi, Tom Grayson, è un ingegnere minerario appena tornato da Messico. La nuova vicina è vista con sospetto da tutto il paese perché nasconde il suo passato. Suscita quindi sorpresa l'arrivo di Jack Lake, che ha conosciuto Grayson in Messico e che cerca di ingraziarsi il giovane. Jack, al vedere Jenny, la saluta come una vecchia amica. Ora Jenny, che ha intrecciato una relazione con il giovane Grayson, è costretta a rivelargli del divorzio e di come Lake vi fosse coinvolto, quando era stata sorpresa abbracciata a lui da due detective. In realtà, Jenny era stata vittima di un complotto, ma nessuno le aveva creduto. Tom, che è un ex campione universitario di boxe, riesce però a far confessare Lake.

## Produzione
Il film fu prodotto dalla George Kleine Productions e venne girato a Manhattan

## Distribuzione
Il copyright del film, richiesto da George Kleine, fu registrato il 1º settembre 1915 con il numero LP6473. Distribuito dalla Kleine-Edison Feature Services, uscì nelle sale cinematografiche statunitensi lo stesso giorno, dopo un'anteprima a New York il 17 agosto 1915.
Non si conoscono copie ancora esistenti della pellicola che viene considerata presumibilmente perduta.